# Uroa
Uroa è un villaggio di pescatori della costa centro-orientale di Unguja, l'isola principale dell'arcipelago di Zanzibar, in Tanzania. Si trova in una baia nota anch'essa come Baia di Uroa (Uroa Bay), a poca distanza da Kiwengwa. Come per gli altri villaggi della costa orientale di Unguja, la popolazione locale vive tradizionalmente di pesca e della raccolta delle alghe; a queste attività si sono aggiunte in tempi recenti quelle legate al turismo, pur non ancora sviluppato come nelle spiagge più meridionali (in particolare Jambiani) e in quelle dell'estremo nord dell'isola come Nungwi.